# Kresty-Gefängnis

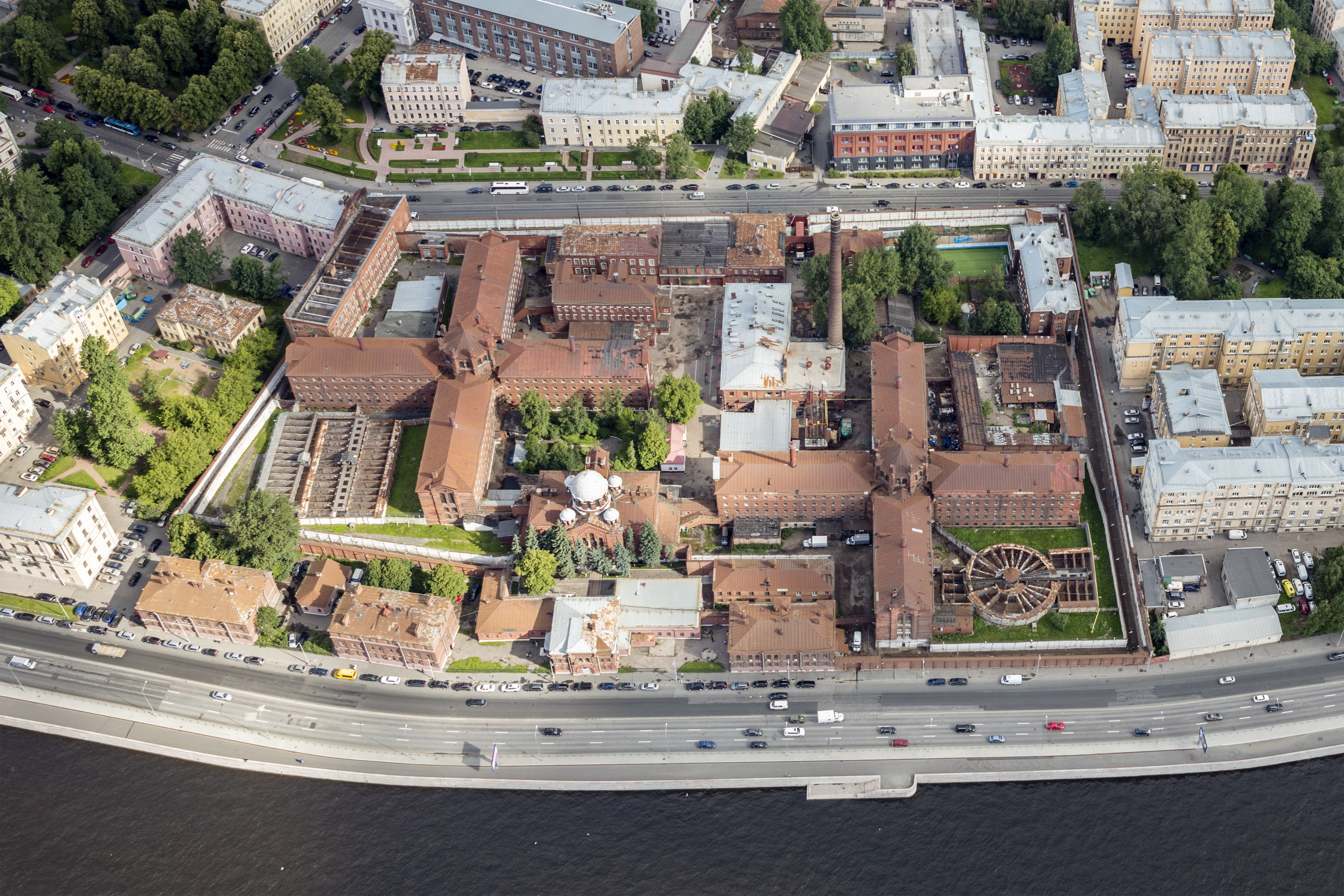
Luftbild (2016)

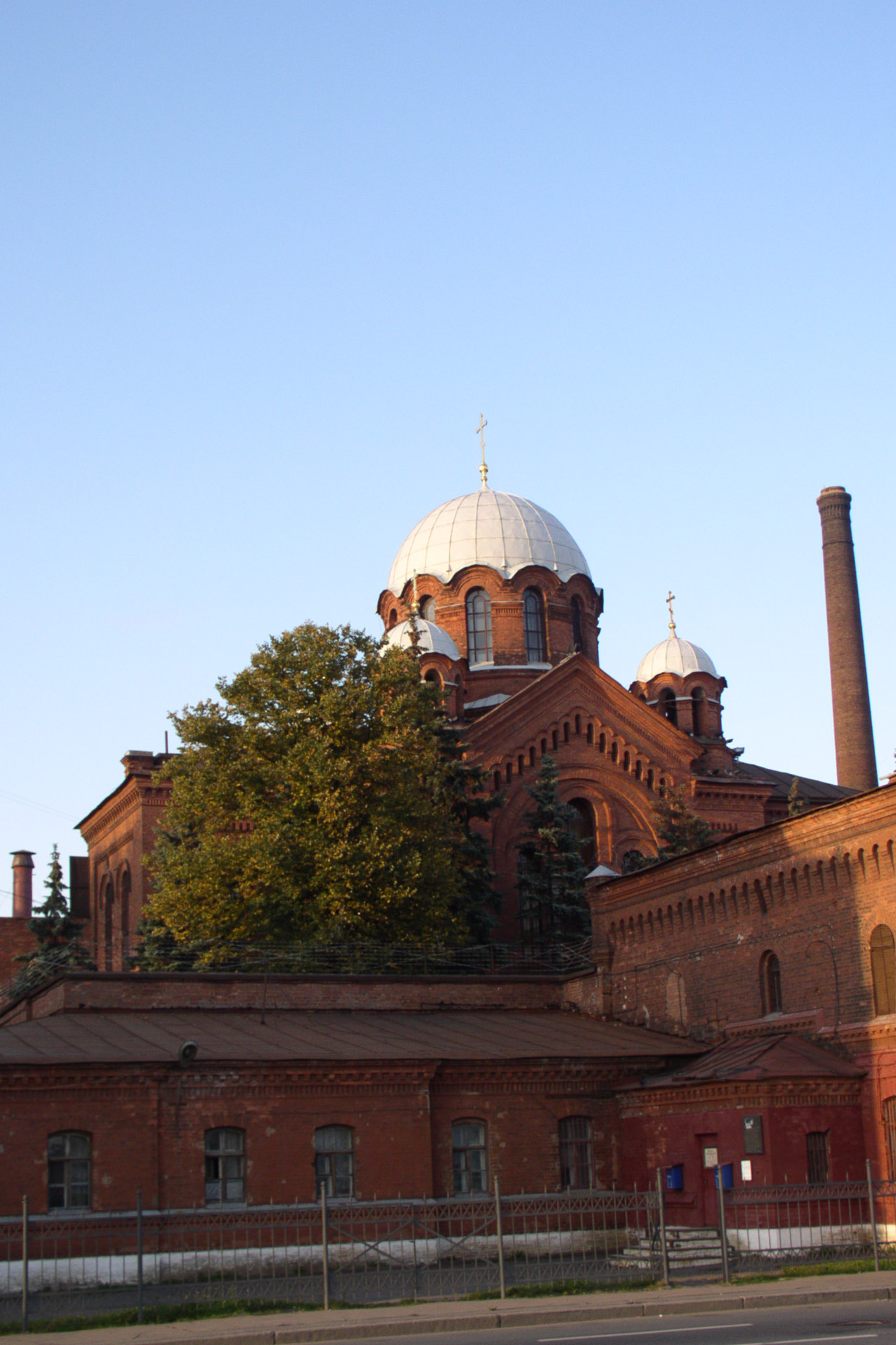
Gefängniskirche (2007)

Das Kresty-Gefängnis (russisch Кресты für „Kreuze“) war eine Untersuchungshaftanstalt in Sankt Petersburg.

## Geschichte
In den 1730er Jahren, während der Herrschaft von Anna Iwanowna, befand sich hier das Weinlager Winny Gorodok, in dem die gesamten Weinvorräte von St. Petersburg gelagert wurden. Nach den Reformen von 1861 bestand ein vermehrtes Bedürfnis nach Gefängnissen: zuvor wurden Leibeigene von den Landbesitzern auf deren eigenen Gütern eingekerkert, ab jetzt kamen sie in staatliche Gefängnisse. So wurde das Weinlager 1867 zu einem Gefängnis mit 700 Unterkünften umgebaut, mit Männer- und Frauenabteilungen.
Innerhalb von 20 Jahren wurde das Gefängnis zu klein für die Stadt. Das Projekt für das neue Stadtgefängnis stammte von Antoni Ossipowitsch Tomischko (1851–1900), der ein Modellgefängnis in Staraja Russa erbaut hatte, dessen Muster in Wessjegonsk, Wjasma, Zarizyn und anderen Städten wiederaufgenommen wurde. Tomischko hatte den Aufbau von Gefängnissen in Deutschland studiert und war beeindruckt vom Moabiter Gefängnis, bei dem mehrere Blöcke sternförmig auf einen Turm ausgerichtet sind. Diese Bauweise kam auch in Gefängnissen in Pennsylvanien zur Anwendung und wurde unter der Bezeichnung Panopticon bekannt. Unter der Leitung von Tomischko entstanden zwei fünfstöckige, kreuzförmige Gebäude mit je einem Mittelturm, von dem aus sämtliche Zellengänge überwacht werden konnten. Insgesamt enthielt der Komplex 960 Zellen, die für 1150 Insassen vorgesehen waren. Die Bauten begannen 1884, wurden 1890 abgeschlossen und durch die Häftlinge selbst ausgeführt, wobei laufend alte Bauteile abgebrochen und die Häftlinge in die neuen Teile verlegt wurden. Zu dieser Zeit galt das Gefängnis, mit elektrischer Beleuchtung, funktionierender Belüftung und Zentralheizung, als das modernste seiner Art in Europa. Einer der Mitteltürme enthielt ein Denkmal für den englischen Strafvollzugsreformer John Howard.
Im Russischen Kaiserreich wurde das Gefängnis offiziell als „Sankt Petersburger Gefängnis für Einzelhaft“ bezeichnet und war zur Inhaftierung sowohl gewöhnlicher Verbrecher als auch politischer Gefangener vorgesehen. Am Abend des 12. März 1917, während der Februarrevolution, erstürmten rebellierende Soldaten und Arbeiter, die sich beim Finnischen Bahnhof versammelt hatten, unter der Führung von Michail Kalinin das Gefängnis, befreiten die Insassen und zerstörten sämtliche Dokumente. Sie verfolgten damit zwei Ziele: einerseits die Vernichtung der polizeilichen Aufzeichnungen ihrer eigenen Verbrechen, andererseits die Nachahmung des Sturms auf die Bastille zu Beginn der Französischen Revolution.
Während des stalinistischen Großen Terrors waren in den für 1150 Gefangene ausgelegten 930 Zellen ungefähr 12.000 Insassen eingesperrt. Während der Belagerung von Leningrad wurden die meisten Häftlinge entweder in die Strafwehr der sowjetischen Armee eingezogen oder in die östlichen Regionen des Landes überführt. Das Gefängnis wurde zur Inhaftierung von Personen genutzt, die am Diebstahl von Lebensmitteln oder Lebensmittelkarten beteiligt waren, und später auch für deutsche Kriegsgefangene. Auch viele Wächter und Häftlinge starben während der Belagerung an Hunger.
Nadeschda Tolokonnikowa und Marija Aljochina, Mitglieder der Band Pussy Riot, berichteten nach ihrer Entlassung 2013 von der brutalen Ausbeutung der Gefangenen, die bis zu 14 Stunden am Tag Zwangsarbeit leisten mussten. Die regierungskritische Zeitung Nowaja gaseta berichtete auch über misshandelte und sogar getötete Gefangene in Kresty. Verzweifelte Briefe von Angehörigen an Präsident Wladimir Putin, dieser solle gegen die „sadistischen  Knastaufseher“ vorgehen, bleiben nach Mitteilung von Anwälten und Menschenrechtsaktivisten meist folgenlos.
Ende 2017 wurden die Gefangenen in andere Gefängnisse verlegt. Auch danach war das Gelände nicht öffentlich zugänglich, da die Verwaltungsgebäude weiter genutzt wurden. Dies wurde ermöglicht durch den Neubau der Haftanstalt Kresty 2 in Kolpino. Die inhumanen Haftbedingungen in Kresty, die sogar vom russischen Justizminister Alexander Konowalow mit den Zuständen in einem Gulag verglichen wurden, sollen damit an europäische Standards angeglichen werden.
Auf dem Gefängnisgelände befinden sich auch eine Alexander-Newski-Kirche und ein Museum.

## Bekannte Insassen
- Marija Wladimirowna Aljochina (* 1988), russische Aktivistin (Pussy Riot)
- Wladimir Antonow-Owsejenko (1883–1938), russisch-sowjetischer Militär
- Daniil Charms (1905–1942), Schriftsteller, im Gefängnis verstorben
- Lew Nikolajewitsch Gumiljow (1912–1992), Historiker und Ethnologe
- Nikolai Stepanowitsch Gumiljow (1886–1921), russischer Dichter
- Dmitri Olegowitsch Jakubowski (* 1963), Jurist
- Wladimir Nikolajewitsch Jurewitsch (1869–1907), Schachspieler und Journalist
- Michail Iwanowitsch Kalinin (1875–1946), sowjetischer Politiker
- Alexander Kerenski (1881–1970), russischer Politiker
- Anatoli Lunatscharski (1875–1933), marxistischer Politiker
- Kasimir Malewitsch (1879–1935), Maler
- Pawel Miljukow (1859–1943), russischer Historiker und Politiker
- Alexander Wladimirowitsch Raswosow (1879–1920), Admiral, im Gefängnis verstorben
- Konstantin Konstantinowitsch Rokossowski (1896–1968), Marschall der Sowjetunion
- Nikolai Alexejewitsch Sabolozki (1903–1958), russischer Dichter
- Georgi Stepanowitsch Schschonow (1915–2005), russischer Schauspieler
- Wladimir Alexandrowitsch Suchomlinow (1848–1926), General im Ersten Weltkrieg
- Nadeschda Andrejewna Tolokonnikowa (* 1989), russische Aktivistin (Pussy Riot)
- Leo Trotzki (1879–1940), marxistischer Politiker